# نقد روایی
نقد روایی (به انگلیسی: Narrative criticism) بر داستان‌هایی که یک گوینده یا نویسنده تعریف می‌کند تمرکز می‌کند تا چگونگی آن‌ها را بفهمد. نقد روایی ابزاری است که به وسیله آن می‌توانیم بفهمیم که چگونه خواسته خود را بر تجارب و اعمال خود، با دادن شکلی روایی به آن‌ها تحمیل می‌کنیم. به گفته والتر فیشر، روایت‌ها برای ارتباطات اساسی هستند و ساختاری را برای تجربه انسانی فراهم می‌کنند و افراد را تحت تأثیر قرار می‌دهند تا توضیحات و درک مشترک را به اشتراک بگذارند. مطالعه نقد روایی شامل فرم (داستانی یا غیرداستانی، نثر یا شعر)، ژانر (اسطوره، تاریخ، افسانه و غیره)، ساختار (شامل طرح، درون‌مایه، کنایه، پیش‌نمایش و غیره) شخصیت‌پردازی و دیدگاه ارتباط‌دهنده است.
ویژگی‌های یک روایت در اوایل فن شعر ارسطو تحت طرح تعریف شد. او طرح را «اصل اول» یا «روح یک تراژدی » نامید. از نظر او طرح عبارت است از ترتیب حوادثی که به تقلید از عمل با آغاز، میانه و پایان انجام می‌شود. طرح شامل معرفی شخصیت‌ها، اکشن و معرفی عارضه، توسعه عارضه، اوج و وضوح نهایی است. طرح شامل یک ساختار عمل است، اما همه روایت‌ها حاوی طرح نیستند. روایت‌ها کمتر خطی می‌شوند، و بار معناسازی از راوی به خواننده منتقل می‌شود.